# 蒂萨维德
蒂萨维德（匈牙利語：Tiszavid）是匈牙利索博尔奇-索特马尔-拜赖格州所辖的一个村。总面积10.75平方公里，总人口491，人口密度45.7人/平方公里（2011年1月1日）。